# America's Cup 1885
America's Cup 1885 var den femte sejlsportskonkurrence om America's Cup-trofæet. De forsvarende mestre, New York Yacht Club, var blevet udfordret af Royal Yacht Squadron fra England, og sejladsen blev afviklet som en matchrace-serie bedst af tre sejladser.
Amerikanerne stillede med båden Puritan, der var en hybrid mellem en slup og en kutter, mens kutteren Genesta repræsenterede englænderne. Puritan vandt matchen med 2-0 i sejladser.